# Villa Sköntorp

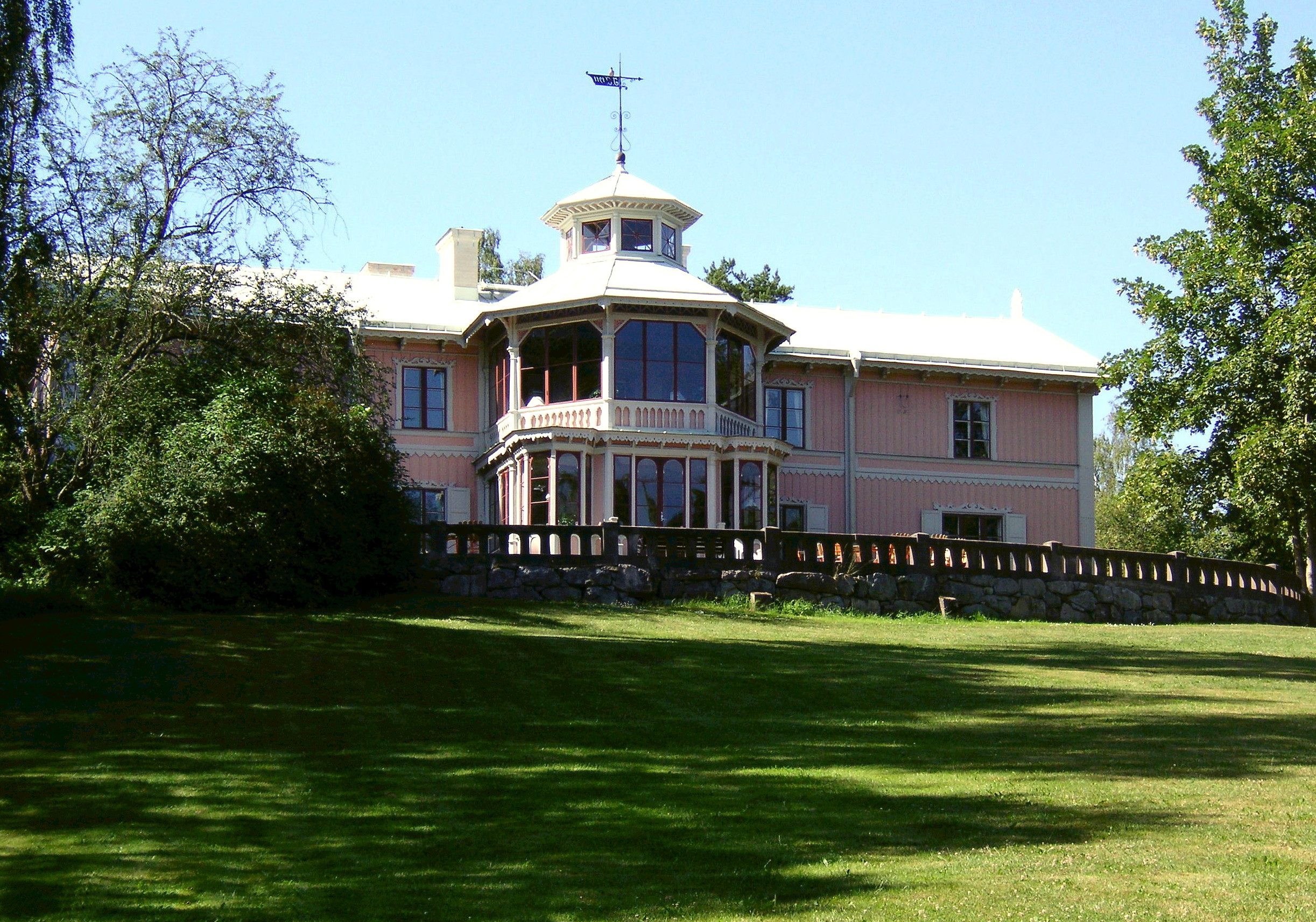
Villa Sköntorp, fasad mot nordost 2006.

Villa Sköntorp är en sommarvilla vid  Edsviken i Ulriksdals slottspark, Solna kommun. Byggnaden är ett bra exempel på sommarhus som  vid 1800-talets mitt uppfördes av en ny förmögen borgarklass.

## Bakgrund

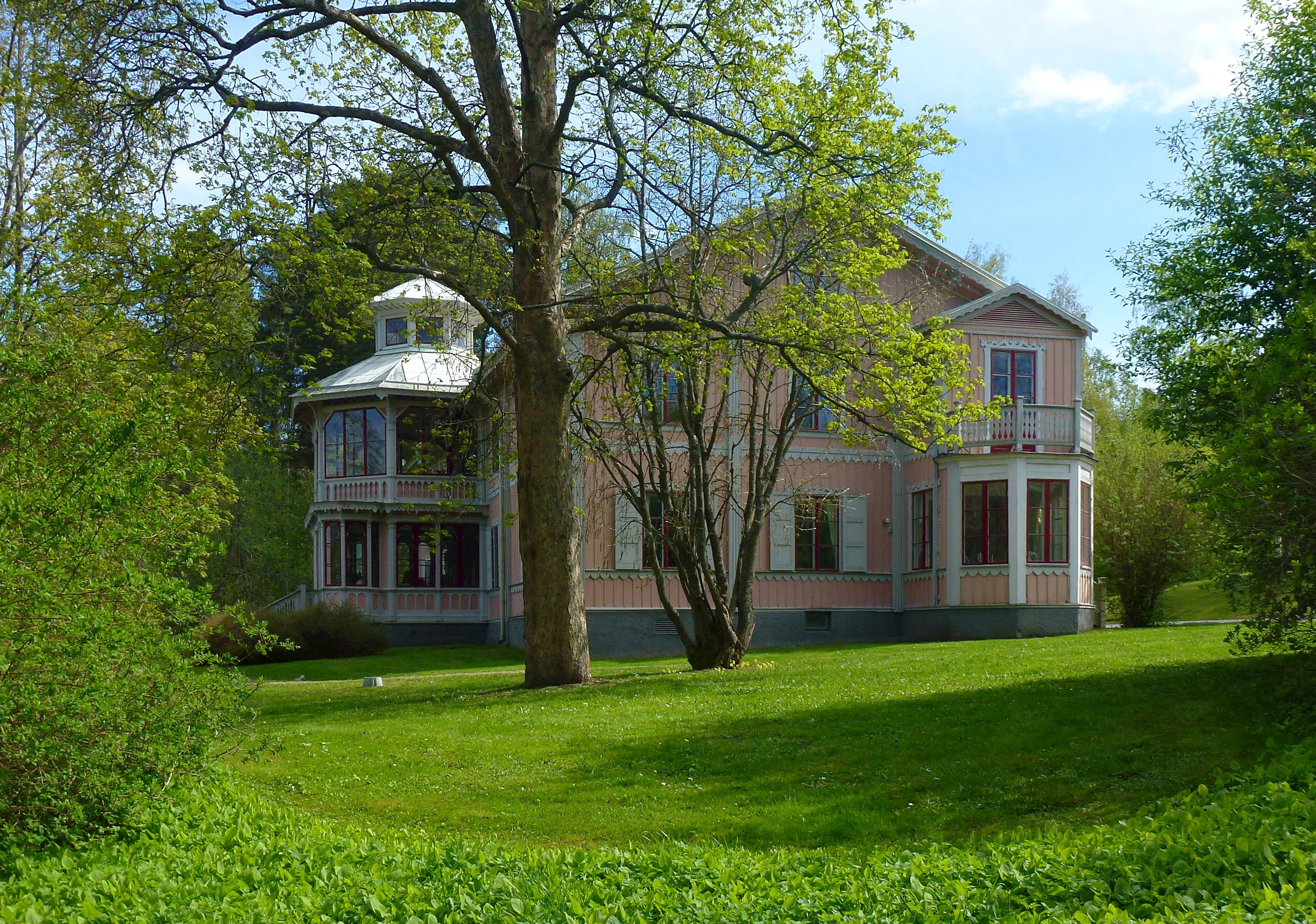
Villa Sköntorp, fasad mot nordväst.

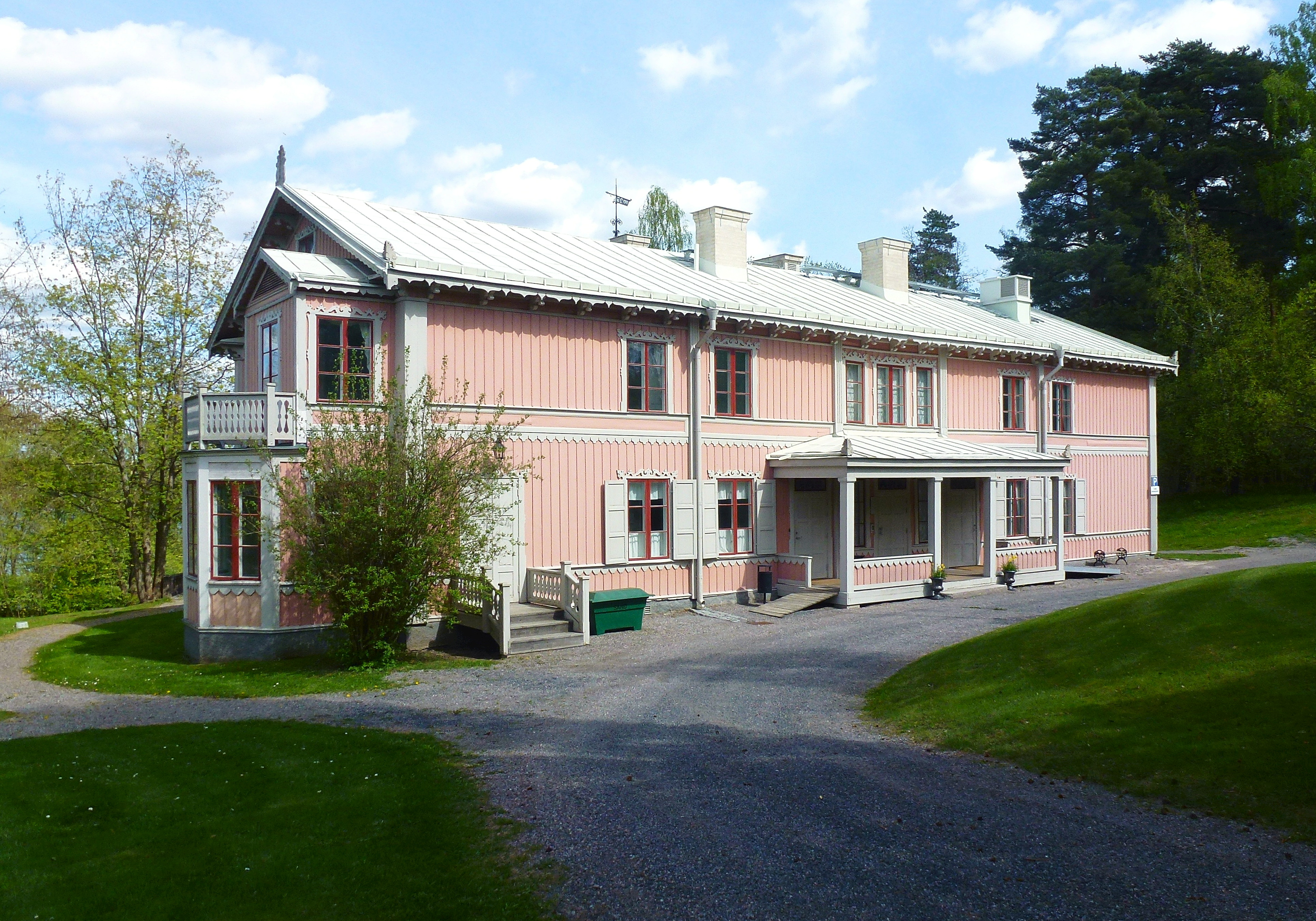
Villa Sköntorp, fasad mot sydväst.

I norra delen av Ulriksdals slottspark, vid Edsviken och mittemot Kaninholmen ligger Villa Sköntorp. Byggnaden uppfördes på mark som  arrenderades ut under Karl XV:s tid på Ulriksdals slott. Välbärgade borgare från Stockholm byggde här två sommarvillor; Sköntorp, som stod klar 1861 eller 1864 och intilliggande Emmylund (Emylund) som tillkom 1867.

## Beskrivning
Sköntorps byggherre var grosshandlaren Anders C. Lundström. Huset formgavs i tidstypisk schweizerstil med rikliga lövsågerier kring fönster, dörrar och längs takfoten. Sköntorp är en tvåvåningars trävilla klädd med stående panel. Färgsättningen är gammelrosa panel med ljusgråa detaljer. Lundströms sommarvilla fick en stor trädgård med gräsmattan som sluttar ner till Edsviken. I början av 1900-talet byggdes Sköntorp ut i etapper. Huset domineras av en stor glasveranda mot Edsviken, byggd i två våningar och gestaltad som ett torn med lanternin. Verandan tillkom vid en av utbyggnadsetapperna 1881. 
År 1910 blev Ida Cedergren ägare till Sköntorp. Under hennes tid förlängdes huset på gavelsidorna och fick sitt nuvarande utseende. Tornets vindflöjel bär årtalet 1911 och initialerna "JC" som står för Ida Cedergren. I slutet av 1920-talet blev villan pensionat. Pensionatet tvångsinlöstes av staten 1941 för att införlivas i Svea Livgardes regementsområde som fanns här mellan 1946 och 1970. Sköntorp blev bostad för regementets personal.
Under andra världskriget nyttjades Sköntorp som tillfällig bostad för judiska och estniska flyktingar. 1957 iordningställdes villan till chefsbostad och har, sedan Polishögskolan tog över området 1970, stått obebodd i några år. År 1996 lät Polishögskolan rusta upp och bygga om huset till konferensanläggning. Vid renoveringen försökte man att återge huset sitt utseende från 1911. Idag ägs Sköntorp av Statens fastighetsverk som hyr ut villan till Polishögskolan som konferensanläggning.